# Tetralonioidella heinzi
Tetralonioidella heinzi là một loài Hymenoptera trong họ Apidae. Loài này được Dubitzky mô tả khoa học năm 2007.